# Lou!

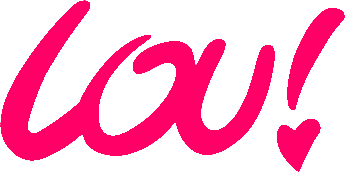
Lou Logo Pink

Lou! es una serie de historietas francesas dirigida a un público infantil y juvenil, creada por Julien Neel en 2004 y publicada por la editorial Glénat. En 2009 se adaptó a serie animada de televisión, y a una película en 2014.

## Sinopsis
Lou es una chica preadolescente, alegre, divertida, creativa e independiente. Vive sola con su madre en "un edificio de color naranja con un montón de pequeños balcones y acceso a las azoteas" Lou es cómplice con su madre porque su padre la abandonó cuando se enteró de que estaba embarazada. Ella tiene una mejor amiga, Mina. Lou está enamorada de uno de sus vecinos, un chico llamado Tristán, con quien finalmente habla cuando tiene 12 años y medio, eventualmente convirtiéndose en su novia.

## Personajes
- Lou- La protagonista de la serie, es una niña de cabello rubio en la etapa de la adolescencia(en el primer libro y en la serie tiene 12 años, en el libro 5 tiene 14 y en el libro 8 tiene 18), que es vivaz, graciosa, creativa e independiente. Vive con su madre en un departamento de un edificio naranja con balcones que llevan al techo. Es muy cercana a su madre, y no conoce a su padre(aunque sin saberlo se lo encuentra en una ocasión en el libro 3). Su mejor amiga es Mina. Desde pequeña está enamorada en secreto de Tristán, pero en el libro 2 siente atracción hacia Paul, un chico que conoce en Mortebouse. Tiene un gato de mascota y en el libro 5 tiene un hermanito llamado Fulgor, cuyo padre es Richard.

- Mina- La mejor amiga de Lou desde el jardín de niños, es una niña morena que vive en un departamento con más lujos que el de su amiga, ya que su madre trabaja como ejecutiva. Sus padres, a pesar de que la quieren, discuten constantemente y terminan divorciándose, aunque aún se mantienen en contacto. Tiene un carácter duro y un poco agresivo, lo que la ha llevado a tener discusiones con Lou que usualmente se resuelven. Ha estado enamorada de 2 chicos, en la serie animada, de Pepo, el sobrino de Richard que vive en las montañas, y en el libro 4, de Jean-Jean, un amigo de Tristán con quien comparte un beso.

- Tristán- El chico de cabello café de quien Lou ha estado enamorada desde pequeña, aunque el no lo sabe, hay indicios de que el también se siente atraído por Lou y en el libro 5 se dan su primer beso. Le gusta tocar la guitarra y jugar videojuegos, afición que comparte con la madre de Lou. Originalmente vivía en el edificio frente al de Lou, sin embargo se muda a otro lugar al final del libro 1. En el libro 2 aparece brevemente al final, y en el libro 4 se reencuentra con Lou en la playa, para el libro 5 al parecer comienzan su relación formalmente. En el libro 6 es incierta la relación entre ambos, y al parecer no es mencionado en los libros 7 y 8.

- La madre de Lou- Una mujer de aproximadamente 27 años de edad, quien es madre soltera. En su adolescencia, era rebelde y problemática, y cuando en un concierto conoció a un vocalista de una banda de rock, se enamoró profundamente y se fue a vivir con el. Cuando se da cuenta de que está embarazada y le dice al músico, este decide abandonarla debido a que no estaba listo para ser padre, por lo cual ella tuvo que criar a su hija, Lou, por su cuenta, y aun así logró finalizar sus estudios en lengua del idioma Sildavo. Ella es escritora de una novela de ciencia ficción llamada Sidera, la trotamundos del cosmos la cual logra un éxito moderado. Gracias a Lou, se enamora de Richard, su nuevo vecino y empieza una relación con el que culmina en que quede embarazada otra vez y con Richard abandonándola por la misma razón que el padre de Lou. Su característica principal es que sus ojos están ocultos bajo su cabello y usa unos anteojos grandes que parecieran ser sus ojos. Es una gran fanática de los videojuegos y de la banda Queen. Con frecuencia llama cariñosamente a su hija Lulú. Su madre, la abuela de Lou, es cascarrabias y con frecuencia critica a su hija, sin embargo la quiere en el fondo. La madre de Lou es originaria de Mortebouse.

- Richard- El vecino de Lou quien se enamora de su mamá, originario de una villa en las montañas llamada Super Chevelle. Sabe tocar la guitarra y es aficionado al jazz. En Super Chevelle residen sus padres y su sobrino Pepo, así como su exnovia Ludmilla. También fue jugador de curling y trabaja en una tienda de discos.

- El Gato- El gato de Lou quien es su mascota, es pequeño y de color gris, su característica es que no tiene un nombre fijo, cambia constantemente, entre sus nombres están Chachumú, Hulk, Super Satori, Tiro al blanco, La flaca, Mongo-Elvis, etc.

## Tomos
1. Journal infime (2004)
2. Mortebouse (2005)
3. Le Cimetière des autobus (2006)
4. Idylles (2007)
5. Laser Ninja (2009)
6. L’Âge de cristal (2012)
7. La Cabane (2016)
8. En route vers de nouvelles aventures (2018)

En 2019 fueron lanzados dos libros que sirven como precuela del primer tomo, bajo el nombre Le petit monde de Lou (El pequeño mundo de Lou). Los libros se titulan Un dimanche de rien du tout (Un domingo de no hacer nada) y Danse de la joie (Baile de la alegría). 
En 2020, se publicó el noveno tomo promocionado como la "segunda temporada" de la serie titulado Sonata, en el cual Lou ya es una mujer adulta joven de edad universitaria. El segundo tomo de Sonata se publicó en 2023 y se prevé un tercer tomo que servirá como el final oficial de la serie.

## Resumen de los Tomos
| Título original                      | Título en español                | Fecha de publicación    | Sinopsis |
| ------------------------------------ | -------------------------------- | ----------------------- | --- |
| Journal Infime                       | Diario Ínfimo                    | 27 de mayo de 2004      | Lou por fin logra hablar con su vecino Tristán, y se hacen buenos amigos. Sin embargo, al final del libro, Tristán se muda sin decirle, dejando a Lou descorazonada. También adopta un gato que se metió por la ventana(el cual no tiene un nombre fijo). Conoce a Richard, su nuevo vecino, y piensa que será el hombre ideal para su madre y trata de emparejarlos con varias maniobras suyas, lo cual da resultado y se vuelven novios. La serie animada está parcialmente basada en este libro |
| Mortebouse                           | Pueblo Quieto                    | 8 de junio de 2005      | Lou y su madre se van de vacaciones con su abuela que vive en Mortebouse, un pequeño pueblo ubicado en el campo y lleno de odio. Allí, Lou conoce a Paul, quien rápidamente se convierte en su amigo y comienzan a tener sentimientos amorosos mutuos. Al final, Richard y la madre de Lou se reúnen y Lou cumple 13 años. |
| Le Cimetière des autobus             | El Cementerio de los Autobuses   | 14 de junio de 2006     | Lou pasa de curso y se asombra al saber que, por primera vez, ella no estará en la misma clase que su amiga Mina. Esto causa un conflicto entre ellas, y Lou pronto se vuelve amiga de una chica gótica llamada Marie-Emilie, y Mina, al sentirse abandonada, se vuelve amiga de una chica ruda llamada Karine, disgustando a Lou, aunque eventualmente Lou y Mina se reconcilian. Durante este libro, Lou sufre una crisis de la adolescencia relacionada con su evolución en la vida. También el edificio donde vivía Tristán es demolido para colocar un depósito de vehículos chatarra, al cual Lou llama "El cementerio de autobuses". El personaje de Karine aparece en el episodio "Pasando la página" de la serie animada, a pesar de que la serie está basada en el primer libro y Karine no aparece hasta el tercero. |
| Idylles                              | Idilios                          | 31 de octubre de 2007   | Lou, Mina, Marie-Emilie y Karine se van de vacaciones a la costa, a una casa que la familia de Marie-Emilie alquila cada año. Allí, Lou se reencuentra inesperadamente con Tristán, quien fue a acampar al mismo lugar con sus amigos Jean-Jean(quien se vuelve el amor de verano de Mina), Manolo y Preston, quienes son fanes de la novela escrita por la madre de Lou, Sidera. También Lou se reencuentra con Paul y decide darle celos a Tristán besando a Paul, pero Tristán comienza una breve relación con Marie-Emilie, quien ya "lo tenía en la mira". Mientras tanto, la madre de Lou se va de gira con Richard debido al éxito de su novela y él se da cuenta de que su madre (la abuela de Lou) la quiere a pesar de ser torpe. Al final de este libro, Lou cumple 14 años. |
| Laser Ninja                          | Laser Ninja                      | 25 de noviembre de 2009 | Por causas que no se explican, el edificio de Lou se incendia y queda en ruinas(aunque logra ser desalojado), y Lou se entera de que su madre está embarazada de Richard. Mientras buscan una nueva casa, los tres se alojan en un hotel, ahí Lou descubre el diario de su madre cuando era adolescente y lo lee, enterándose de los sentimientos de rebeldía y falta de identidad de su madre y cuando conoció a su padre, un músico del cual se enamoró profundamente, cuando se entera de que está embarazada, al principio el músico se sorprende y a pesar de que intenta hablar con la madre de Lou para criar al bebé, ella decide rechazarlo por lo que el músico la abandona, el diario también muestra la vida de la madre de Lou hasta el nacimiento de esta. Poco después, consiguen una casa nueva y Lou es invitada por Tristán a pasar las vacaciones de invierno en la casa de su tío en las montañas. Allí, se dan su primer beso, pero luego Lou se entera de que Richard ha dejado a su madre, y al encontrarlo en las montañas, al parecer Richard tuvo una crisis nerviosa respecto al nuevo bebé por lo que decidió dejarla. Al final, la madre de Lou da a luz a un pequeño niño llamado Fulgor, llamado así por el personaje Príncipe Fulgor de su novela, el cual era representado por Richard. Finalmente, Lou le envía a Richard el diario de su madre, y las páginas del diario que se intercalan con la historia del libro terminan con una fotografía de la pequeña Lou y su madre frente al que fuera su hogar, cuando se mudaron a este. El título de este libro, según Julien Neel, viene de un pensamiento suyo en donde si escogiera a ciegas un libro de una biblioteca, el libro se llamaría Laser ninja. En el libro en si, Lou usa el título del mismo cómo un sobrenombre para referirse a su futuro hermano. |
| L'Age de Cristal                     | La Era de Cristal                | 28 de noviembre de 2012 | La historia tiene lugar aproximadamente 2 años o 3 después del final de Laser ninja. Todo cambia, todo permanece igual ... Un día, grandes cristales rosados caóticos perforan el corazón de la ciudad. Desde entonces, Lou divide su tiempo entre un programa de recolección de datos científicos para el gobierno, el cuidado de un hermano pequeño obsesionado con los dinosaurios y salidas a clubes nocturnos. Se dice a sí misma que es un poco de todo, pero no desagradable. Este sentimiento de pesadez, esta incertidumbre flotante ... ¿Es eso, convertirse en adulto? |
| La Cabane                            | La Cabaña                        | 12 de octubre de 2016   | La historia ocurre entre los tomos 5 y 6. Para las vacaciones de verano, Lou va con sus amigos a casa de su abuela, en un pueblo sin red, para un "retorno al origen". Construyen una choza en un árbol, donde se encuentran todos los personajes de la serie. Durante una noche, se dispara un flash gigantesco (representado por un corazón y una música) que causa la pérdida de memoria en los personajes, así como la aparición de cristales de color rosa. La trama permite dilucidar los misterios del tomo 6, incluida la aparición de clubes nocturnos o el anfiteatro. |
| En route vers de nouvelles aventures | En camino hacia nuevas aventuras | 21 de noviembre de 2018 | Lou ha crecido y evolucionado desde que conoció a Tristán. Ella quiere conocerse a sí misma y decide hacer un viaje en solitario. |

## Serie animada
El primer libro, Journal Infime, fue adaptado en una serie animada de 52 episodios de 12 minutos de duración, producida por la empresa GO-N Productions en asociación con las televisoras M6 y Disney Television France. La serie se estrenó en Francia el 5 de abril de 2009 en M6, y también se emite en la versión francesa de Disney Channel. Dicha serie fue doblada al español en Colombia, y transmitida en México por el bloque Once Niños del 23 de noviembre de 2009 al 4 de septiembre de 2010.

## Película
Una película fue lanzada el 8 de octubre de 2014 bajo el título de Lou!: Journal Infime. Se trata de la adaptación de los volúmenes 1-4 de la serie de cómics Lou!, dirigida por Julien Neel.

## Reconocimientos
- El libro 1, Journal Infime, recibió el premio a la mejor historieta para niños de 9 a 12 años en el Festival d'Angouleme 2005.
- El libro 5, Laser ninja, recibió el premio a la mejor historieta para la juventud en el Festival d'Angouleme 2010.

- Datos: Q1856044